# Jimmy Edgar
Jimmy Edgar is een Amerikaanse elektronische muzikant, grafisch ontwerper, fotograaf, modeontwerper en filmmaker uit Detroit, Michigan.
Beïnvloed door funk, street beat, Detroit techno en R&B, bracht hij in zijn vroege periode als artiest twee glitch-albums uit onder de pseudoniemen Michaux en Kristuit Salu and Morris Nightingale. Zijn eerste soloalbum Color Strip (2006) verscheen op Warp Records nadat hij op 18-jarige leeftijd zich bij het platenlabel had gevoegd. Dit album werd opgevolgd door XXX (2010) op !K7 Records in 2010. Na zijn laatste solo-elpee Majenta (2012) heeft hij verschillende ep's op zijn eigen label Ultramajic Records uitgebracht.